# 平塚利男
平塚 利男（ひらつか としお、1963年12月7日 - ）、東京都八王子市出身の日本の発明家・事業家。平塚豊の長男として生まれる。母:キヨ子・次男:直樹・三男:栄治。代表的な発明としては、LEDの形状に左右されずに、その配光や照度を効率良くコントロール出来る、特殊なリフレクターに関するイノベーション発明を実現し、日本、米国、欧州をはじめその他数カ国に及ぶ特許権・意匠権を持つ。また、その他の様々な技術発明・アイディアを通じCO2削減・渇水対策・地域活性化提案を掲げ、それを実践する、強い環境思想を持つ事業家である。

## プロフィール
八王子高等学校を卒業後日本電信電話公社（現・日本電信電話株式会社）のグループ会社に所属。通信技術の基礎を学ぶ。その後、アナログ通信網をデジタル化に移行するための端末やシステムを手がける。更に関係研究施設にて、LEDに関わり、一般商用100V電源ではなく、通信回線の微弱な電圧・電流で点灯できるLED街路灯のアイディアをもち開発に着手、そのデモ機開発成功と同時期に、22年間の通信業にピリオドを打った。その後、省エネCO2削減をコンセプトに掲げ、水・土・光・風をテーマにした、環境開発プロジェクト本部を設立、自然エネルギーの活用、バイオテクノロジーの研究開発に没頭した。その成果として、微弱なエネルギーで点灯するLED光源を人間の使い慣れた照明に変えるための用途技術である、リフレクターの発明に成功し、特許取得した。その後の展開としては、その特許を国内一部上場企業二社に対し、ライセンス契約を実現し、現在彼が掲げる省エネCO2削減技術普及策と知財戦略のスタートとなっている。
また、その後、独自の知財戦略・研究開発思想を実現すべく未来環境開発研究所を設立、国内外に60件を超える特許を取得し、現在では製品開発から製造業への道を歩みつつ、独自の環境思想を各界に投げかけている。

## 表彰受賞
第9回多摩ブルー・グリーン賞優秀賞を受賞
(財)新技術開発財団・第89回新技術開発助成を授与

## 発明
発明製品の主な導入事例として、省エネLEDダウンライト（MiLED LINOWA　消費電力:4.5w)霞ヶ関・総務省合同第二庁舎内の全エレベーターホール、北海道洞爺湖サミット開催時に洞爺湖役場メインホール、文京区役所エレベーターホールなどがある。
更に、LEDデスクライト（MiLED TEMOTO　消費電力:4.5w）・LED形態ライト（MiLED MINI　消費電力:0.4w）等の製品開発と世界知財戦略も着々と進めており、特に米国・欧州・中国・韓国からの注目を集めている。

## 社会貢献
アフリカ圏との交流支援・青少年育成・スポーツ振興活動の一環として、アフリカのセネガルより、留学生を自宅の実生活の中に受け入れ、日本の父として、日本語・日本文化を伝えつつ、スポーツ（高校バスケット）を通じ、その普及活動と留学生の更なる可能性の追求、そしてその飛躍のいしづえにを実践し、多くのアフリカ留学生の良きアドバイザーとして、継続的支援活動を行っている。その支援プログラムの卒業生としては、セネガルのエルハジ・ワドゥがあげられる。